# Vem är Forrester?
Vem är Forrester? är en amerikansk dramafilm från 2000 i regi av Gus Van Sant.

## Handling
För fyrtio år sedan fick William Forrester Pulitzerpriset för en bok. Sedan dess har han levt isolerad från omvärlden, utan kontakt med någon. Men när den 16-årige baskettalangen Jamal vid ett tillfälle möter den excentriske Forrester i dennes hem och glömmer en ryggsäck full med texter han skrivit blir det plötsligt liv i den gamle litteräre legenden. För första gången på åratal får William Forrester lust att lämna sin exil, och Jamal får både ett fan och en lärare som vill utbilda och utveckla honom.

## Rollista (i urval)
- Sean Connery – William Forrester
- Rob Brown – Jamal Wallace
- F. Murray Abraham – Prof. Robert Crawford
- Anna Paquin – Claire Spence
- Busta Rhymes – Terrell Wallace
- April Grace – Ms. Joyce
- Michael Pitt – John Coleridge
- Michael Nouri – Dr. Spence
- Richard Easton – Prof. Matthews
- Glenn Fitzgerald – Massie
- Lil' Zane – Damon
- Stephanie Berry – Janice
- Fly Williams III – Fly
- Damany Mathis – Kenzo
- Damien Lee – Clay

## YTMND
Filmen har, som den förmodligen är mest känd för, gett upphov till grundandet av internetfenomenet YTMND (Förkortning för "You're The Man Now, Dog", en fras använd av Sean Connerys rollkaraktär och filmens huvudkaraktär William Forrester), som det i nutiden finns många variationer av. Efter att den ursprungliga sidans grundare Max Goldberg sett en trailer för filmen fick han plötsligt en idé att citera och använda frasen på en sida som först bara visade texten "You're the man now dog dot com". Efter detta utvecklade han idén vidare genom att leta reda på en bild av en urklippt scen ur filmen med en pekande Sean Connery, som han lade in på sidan tillsammans med ett ljudklipp av citatet.